# 圣安娜-达蓬蒂彭萨
圣安娜-达蓬蒂彭萨是巴西圣保罗州的一个市镇。总面积129.909平方公里，总人口1546人，人口密度11.9人/平方公里。